# Вале Казале (Потенца)
Вале Казале (итал. Valle Casale) је насеље у Италији у округу Потенца, региону Базиликата.
Према процени из 2011. у насељу је живело 37 становника. Насеље се налази на надморској висини од 674 м.